# Титенков, Игорь Петрович
Титенков Игорь Петрович (род. 1 сентября 1969 года, Красноярск, Красноярский край) — российский государственный деятель, мэр города Ачинска, кандидат юридических наук.

## Биография
Родился 1 сентября 1969 года в Красноярске. В 1990 году окончил Новосибирское высшее командное училище МВД СССР. В 1986—1992 годах служба в вооруженных силах. Служба в органах МВД на должностях начальствующего состава. В 1991 году за действия в Южной Осетии был награждён орденом «За службу Родине» третьей степени. 1992—2006 годах служба в органах МВД на должностях начальствующего состава. В 1997 году окончил Академию МВД России. Имеет звание полковник.
Является кандидатом юридических наук.
2007—2011 гг. — помощник Главы города Красноярска, руководитель департамента Главы города администрации города Красноярска. 2011-2013 гг. — Глава администрации Свердловского района города Красноярска. 2013-2014 гг. — заместитель Главы города Красноярска — руководитель департамента городского хозяйства администрации города Красноярска. 2014-2017 гг. — первый заместитель Главы города Красноярска — руководитель департамента городского хозяйства администрации города Красноярска.
2017—2020 годы — глава администрации Свердловского района города Красноярска;
2020—2021 годы — служба в уголовно-исполнительной системе ГУФСИН России по Красноярскому краю. 2021- 2022 гг. — первый заместитель начальника УФСИН по Ямало-Ненецкому автономному округу;
С 22 июня 2022 года назначен мэром города Ачинск.

## Семейное положение
В браке, имеет двух детей.

## Награды и звания
- Орден «За службу Родине» III степени.
- Орден «За личное мужество».
- Медаль «За отличие в службе» II степени.
- Медаль «За отличие в охране общественного порядка».
- Почётная грамота главы города Красноярска.
- Нагрудной знак «Герб города Красноярска».
- Диплом участника губернаторского управленческого резерва Красноярского края[1]